# Sainte-Colombe-de-Duras
 Sainte-Colombe-de-Duras  là một xã của tỉnh Lot-et-Garonne, thuộc vùng Nouvelle-Aquitaine, tây nam nước Pháp.